# 曹杨公园
曹杨公园是一座位于上海市普陀区曹杨新村的免费开放公园，面积2.8公顷（33.8亩），北临枫桥路，南邻曹杨四村，东界梅岭北路，西濒曹杨环浜。1953年筹建并于1954年5月1日开园。

## 概要

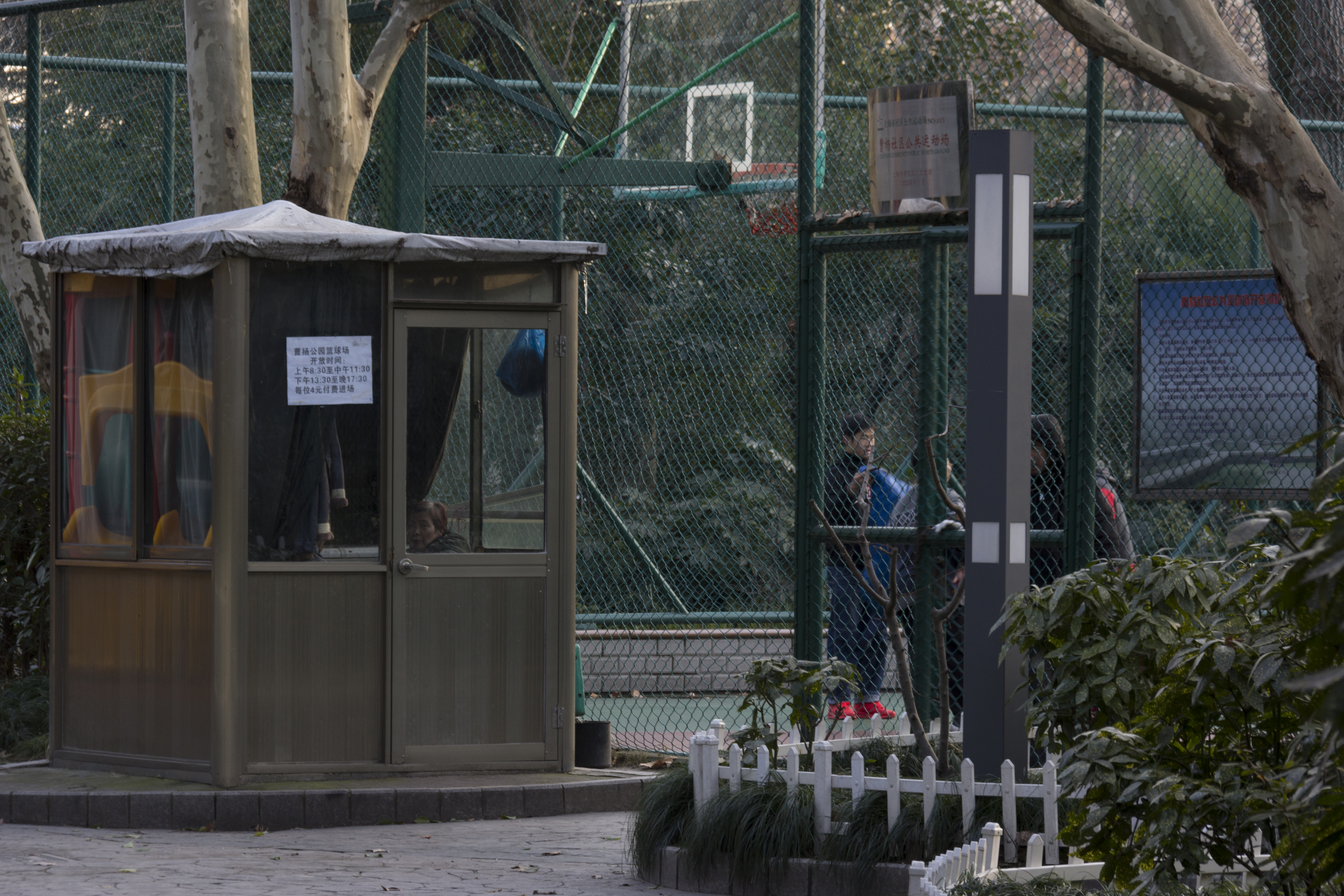
曹杨公园篮球场

曹杨公园是解放后普陀区内新建的六座公园之一，原址为私人苗圃和墓地。1951年，为改善工人居住条件，在上海郊区兴建工人新村即曹杨新村。1952年曹杨一村竣工后开始筹建一座配套的公园，建园工程由市工务局园场管理处柳绿华负责总体规划和绿化设计,该处绿化工程队负责施工。最终于1954年5月1日开园，以新村命名为曹杨公园。1958年7月，公园被普陀区改为葡萄园并停止开放。1959年公园重新恢复原貌对外开放，但于1960年改为售票入园。1965年5月，公园划归普陀区体育运动委员会管理，改名曹杨体育公园。园西的部分河池被填平建成篮球场，并在园东南辟建游泳池、溜冰场、乒乓房、管理室、更衣室等设施。1970年2月，公园复归普陀区园林管理所管理，并恢复原名，但2200平方米的游泳池（现为曹杨游泳馆）等土地仍被占用。1972年，公园的布局重新调整，篮球场被改建成儿童乐园，新建石亭、竹亭、宣传画廊、和接待室，翻建路面与下水道。1985年建造茶室和售品部。1987年4月，普陀区园林所与上海市妇女儿童服务中心签订了协议，投资50万元修建儿童游乐场，添置电动游艺设施。同年，梅岭北路园门改建为鸽型门。1999年，公园管理房重新改造。2004年，公园内新辟一处篮球场，命名为曹杨社区公园运动场，并成为上海市第15个社区公共运动场。

## 园景

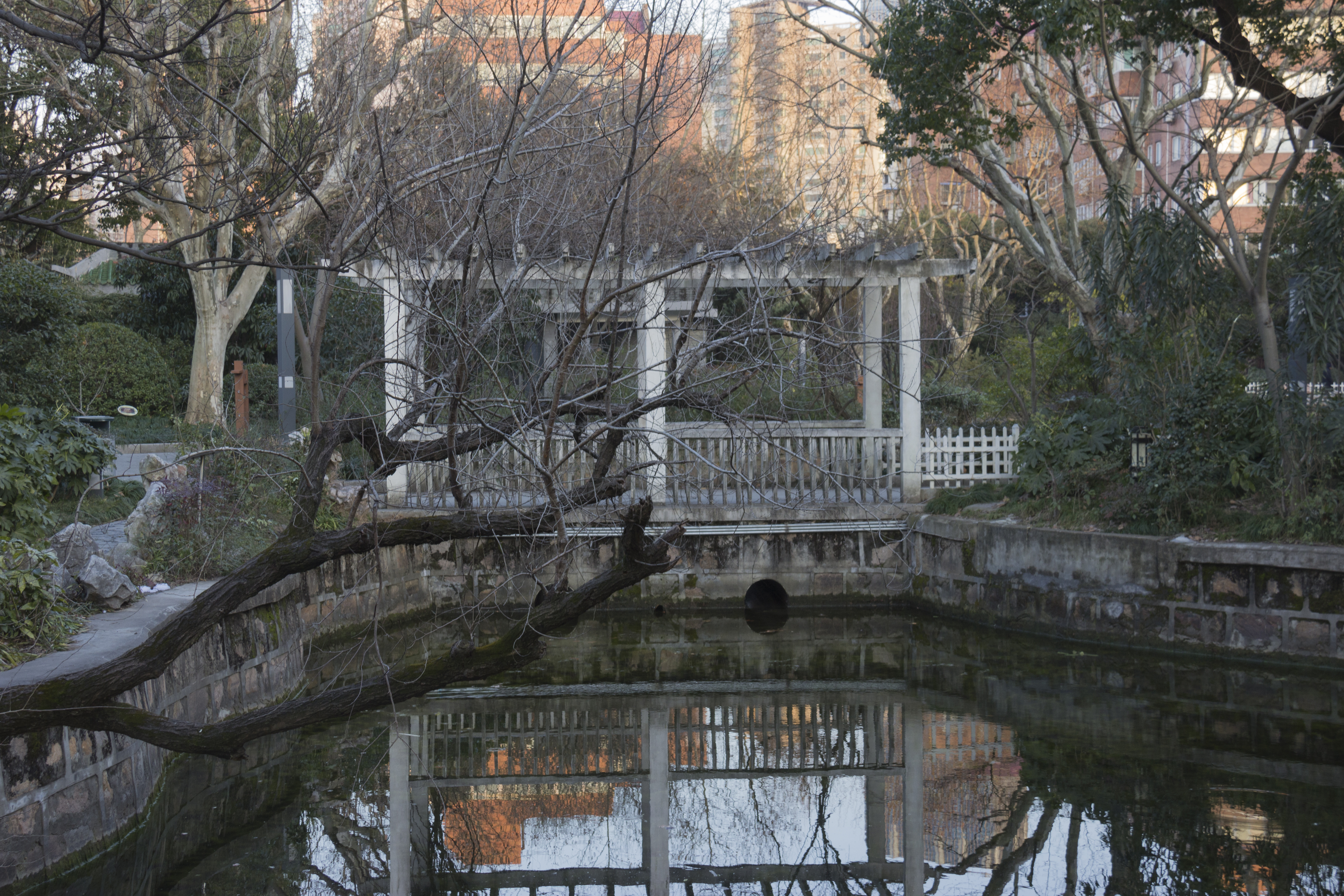
曲池与曹杨环浜连通处，上为平桥

公园西南处有一长约300余米，面积1500平方米的河池，名为曲池，水体与曹杨环浜相通，上筑平桥（1986年，钢筋混凝土结构）；河池为公园辟建时，利用园西低洼地所挖。曲池边以石驳岸，沿岸植黑松、垂柳。
公园共有两处大草坪，南草坪位于园南，北草坪位于园北。南草坪面积约380平方米，而北草坪较大，面积约1467平方米。两草坪皆由树木作屏障、花草作点缀。
园内有一长26米，宽6米的紫藤廊，廊柱由红石板堆砌，廊上盘绕粗壮紫藤。

## 交通
公交44、63、94、319、837、876、938路
 █ 11号线枫桥路站